# 丘建
丘 建（きゅう けん、生没年不詳）は、中国三国時代の魏の人物。

## 生涯
元は胡烈の配下。胡烈から司馬昭への推薦を経て、鍾会の要請を受けてその配下の帳下督となり、景元4年（263年）の蜀漢討伐に従軍する。蜀漢の降伏後、鍾会は胡烈らを拘束して反乱を企てたが、丘建は胡烈を救うべく鍾会に働きかけ、飲食物を差し入れるという名目で従卒を送る許可を得る。これによって外部と連絡するすべを得た胡烈は従卒を通じて子の胡淵に、兵士たちは皆殺しにされるという虚報を流し、この情報を得た胡淵らの軍が鍾会らを襲撃・殺害したことで、胡烈らは無事に救助された。
小説『三国志演義』でも、正史『三国志』とほぼ同じ役柄で登場する。